# 哈德遜城市廣場55號

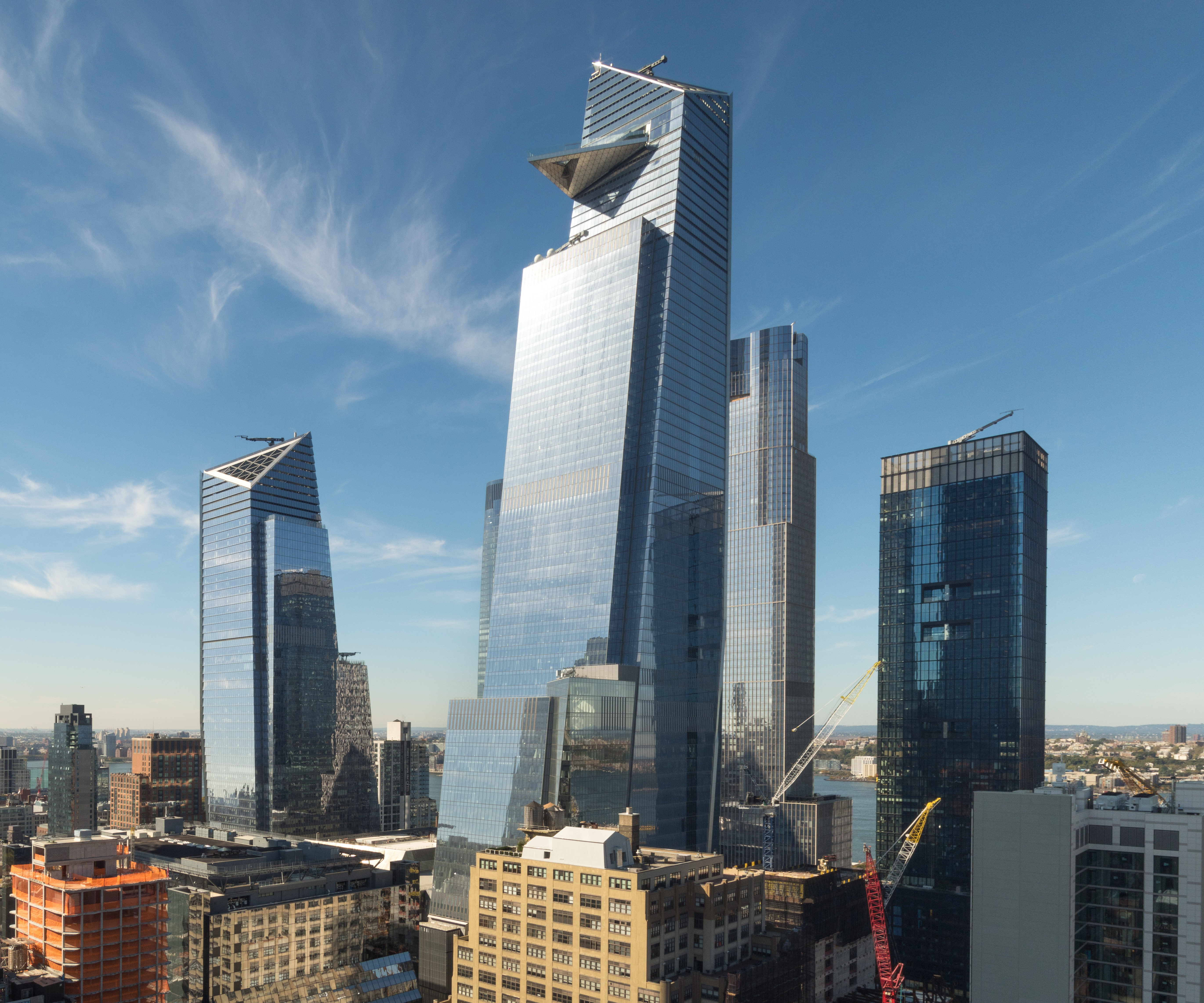

哈德遜城市廣場55號（55 Hudson Yards）是美國紐約市曼哈頓的一座摩天大廈，位於哈德遜城市廣場。這座建築在2019年年初竣工，第一批租戶在同年4月入駐。日本地產企業三井不動產是該建築的主要股權持有者。

## 外部連結
- 官方网站
- One Hudson Yards – Extell Development （页面存档备份，存于）
- 55 Hudson Yards construction photo documentary
- World Product Center （页面存档备份，存于）